# Home de Nanjing
L'home de Nanjing (xinès: 南京猿人; pinyin: Nánjīng yuánrén) (Homo erectus nankinensis) és el nom donat a uns fòssils d'Homo erectus trobat a la Xina.
El 1993 es van descobrir dos cranis d'Homo erectus, un d'un home de mitjana edat i un altre d'una femella d'entre 21 i 35 anys, a la cova d'Hulu (xinès: 葫芦洞, pinyin: Húlú dòng) de les muntanyes Tang (xinès: 汤山, pinyin: Tāngshān), prop de Nanjing (xinès: 南京, pinyin: Nánjīng, forma tradicional: Nanking). En un primer moment, es va determinar que tenien al voltant de 150.000 anys. Però, el 2001, els professors Jian-Xin Zhao i Ken Collerson, mesurant la desintegració de l'urani en tori en les roques de calcita que embolcallaven els fòssils, arribaren a la conclusió que el crani més antic sembla tenir al voltant de 620.000 anys.